# رهوة الحنش (ردفان)

تعديل مصدري - تعديل

رهوة الحنش هي إحدى قرى عزلة الحبيلين بمديرية ردفان التابعة لمحافظة لحج، بلغ تعداد سكانها 54 نسمة حسب تعداد اليمن لعام 2004.